# Remi Rooms

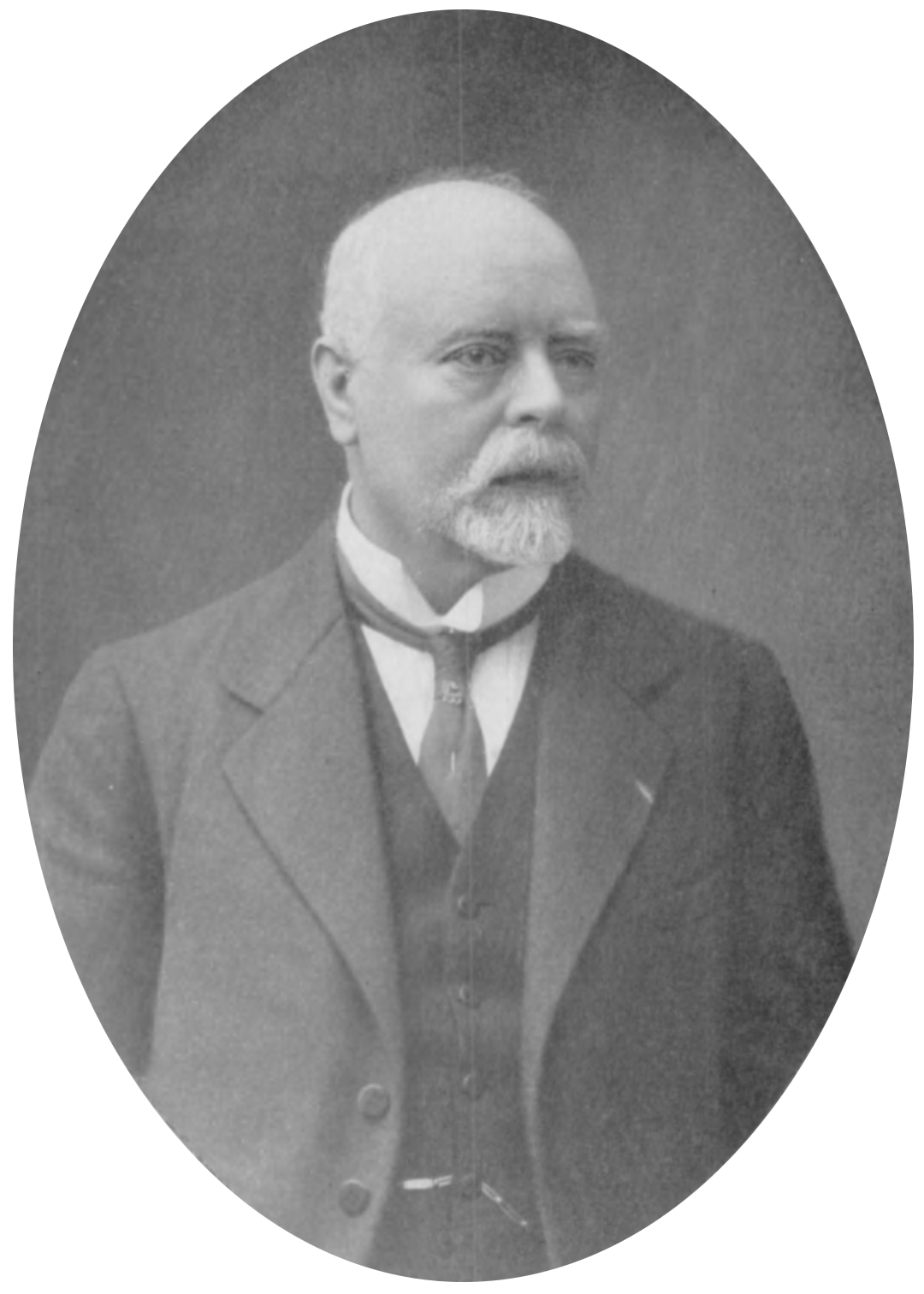
Remi Rooms

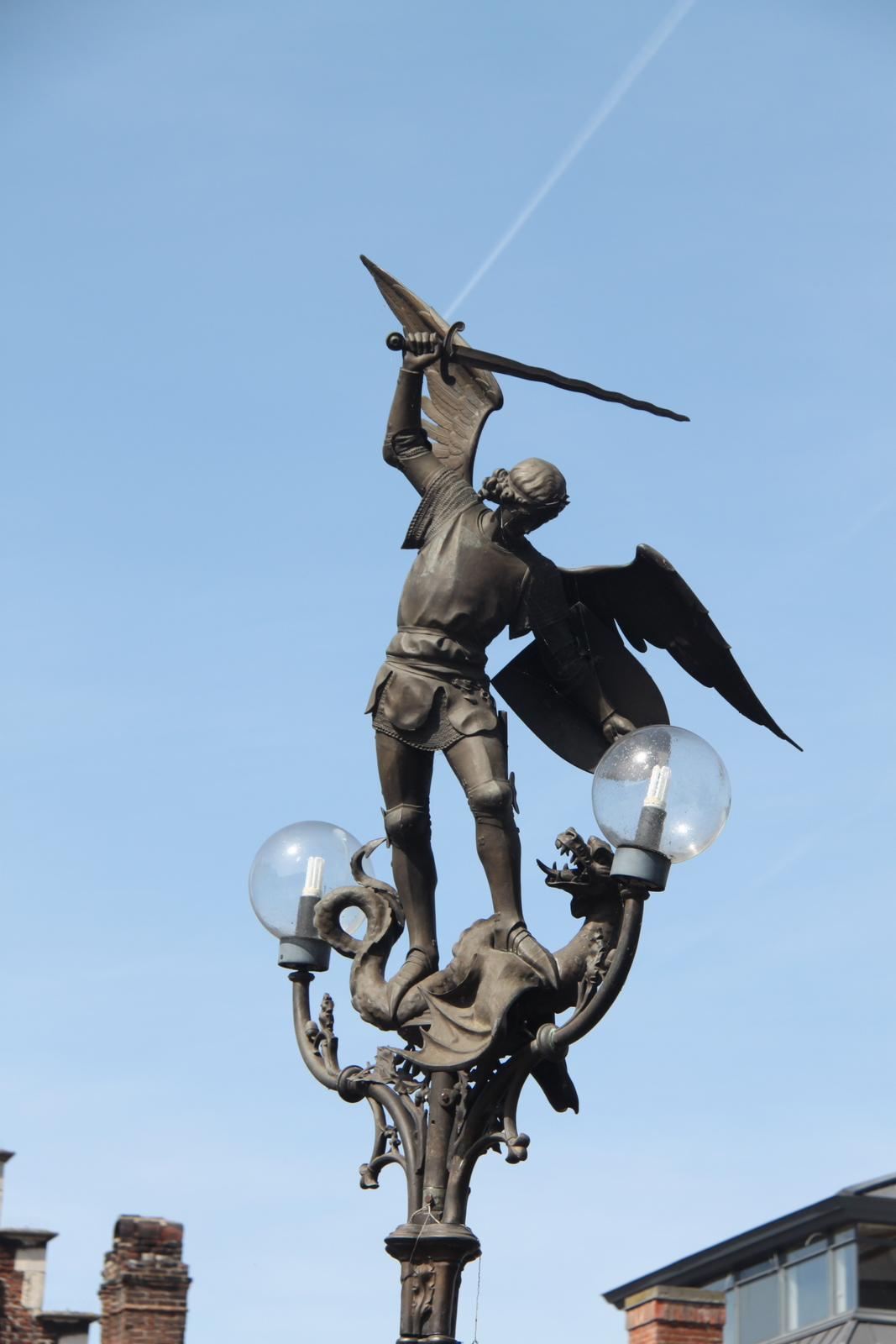
Sint-Michiel aan de Sint-Michielsbrug in Gent.

Remi Rooms (Zaffelare, 28 juli 1861 - Gent, 23 juli 1934) was een Belgische beeldhouwer die zich vooral in houtsnijwerk bekwaamde. 

## Leven
Zoals wel vaker gebeurde in de vorige generaties, ontwikkelde Remi Rooms de interesse voor zijn later beroep binnen de familiale sfeer. Immers, zijn vader, Dominique Rooms, was meubelmaker en timmerman en had gewerkt bij de vooraanstaande Zaffelaarse schrijnwerker en bouwkundige Joseph Nimmegeers, laatste vertegenwoordiger van een lange familietraditie. Het gezin verhuisde in 1869 naar de Schouwvegersstraat in Gent.  
Remi was de oudste zoon en had vier broers. Allen hadden een creatieve aanleg: zo werd Jean-Baptiste schrijnwerkersbaas. Remi, Emile en Gustave volgden kunstonderwijs in de pas gestichte Sint-Lucasschool te Gent, en Jules werd -net zoals zijn vader- meubelmaker. In de Sint-Lucasschool, waar Remi sedert circa 1875 ingeschreven was, bleek dat hij een uitblinker was. Omwille van zijn begaafdheid werden hem meermaals ereprijzen toegekend, en in 1882 zelfs de Eerste Prijs.
In 1887 verhuisde de familie naar de Schoolstraat 36 te Gent (thans Lucas Munichstraat), en in het daarop volgende jaar huwde Remi zijn vriendin Pelagie Blanchaert. Deze dame was afkomstig uit een gegoed en kunstminnend milieu: haar vader beeldhouwde voor architect baron Jean Béthune. In de Schouwvegersstraat (niet ver van de familiale woning) richtte Remi een eigen atelier op, waar hij zeer productief meubelen, beeldhouwwerken en grafmonumenten ontwikkelde, zowel voor kerkelijke als voor wereldlijke doeleinden.
Het kerkelijk meubilair werd over 't algemeen ontworpen in de neogotische stijl. Hiervoor werkte hij samen met Leo Speiser die vermoedelijk zijn leerling was. Als bronsgieter genoot Desclée doorgaans de voorkeur.
Omwille van zijn verdiensten en kunde werd Remi Rooms in 1908 lid van de Koninklijke Commissie van Monumenten waar hij mettertijd evolueerde naar de functie van onder-voorzitter. Hij overleed in Gent op 23 juli 1934, op 73-jarige leeftijd.

## Werken

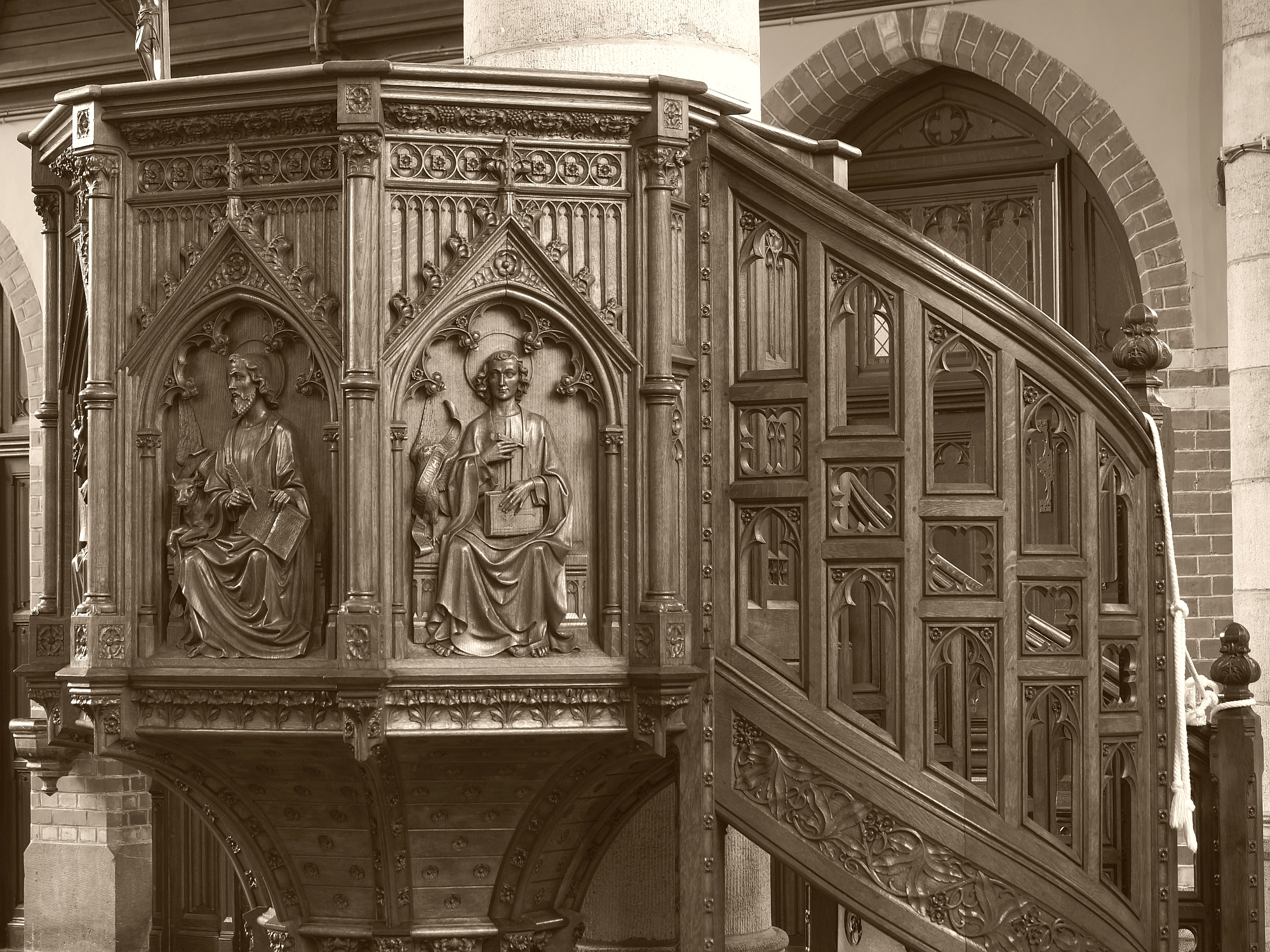
Preekstoel in de Onze-Lieve-Vrouw van Bijstandkerk te Aalst.

Het door Remi Rooms ontworpen kerkelijk meubilair (orgelkasten, communiebanken, doopvonten, beelden, koorgestoelte, altaren) treft men in België op verscheidene plaatsen aan, zo onder meer in:
- de Sint-Jozefskerk te Aalst
- de OLV-van-Bijstandkerk te Aalst,
- Berlare,
- Brussel,
- Deinze, Onze-Lieve-Vrouwekerk (drie retabels)
- de abdij van Dendermonde,
- Elsene, (altaarstuk in de Sint-Bonifatiuskerk),
- de Sint-Vincentiuskerk te Eeklo,
- Herzele,
- de Sint-Maartenskerk te Ieper,
- Luik,
- Nijvel,
- Ronse, Sint-Martinuskerk
- Roubaix,
- Waregem,
- Onze-Lieve-Vrouw en Sint-Pieterskerk Zaffelare
- Sint-Eligiuskerk Zeveneken
- Zinnik.

Van koning Albert I kreeg Remi Rooms een persoonlijke dankbetuiging voor het ontwerp en de bouw van de communiebank in de Onze-Lieve-Vrouwekerk te Laken, waar de koninklijke crypte zich bevindt.
Een drukbezocht meesterstuk is het monument ter nagedachtenis van Monseigneur Lambrecht (wijlen bisschop van Gent) in de Sint-Baafskathedraal. Het beeld dat er de herinnering aan Lambrecht levendig houdt, werd in 1892 door Rooms gemaakt.
Vermeldenswaard is nog het sculptuur van Sint-Michiel welk in 1908 aan de Sint-Michielsbrug te Gent geplaatst werd en dat eveneens van zijn hand was. Deze creatie werd enige tijd per vergissing toegeschreven aan beeldhouwer Achilles Leys jr.
De evenknie van dit beeld, eveneens gemaakt door Rooms, werd geplaatst in Sint-Michiels-Brugge.

## Galerij

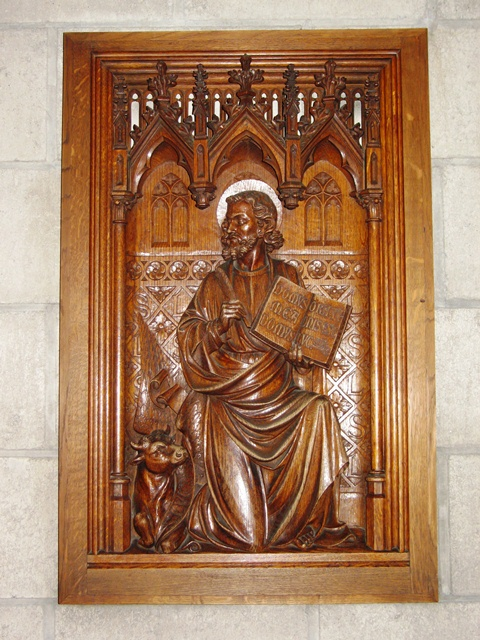
Sint-Lucas (Antwerpen)
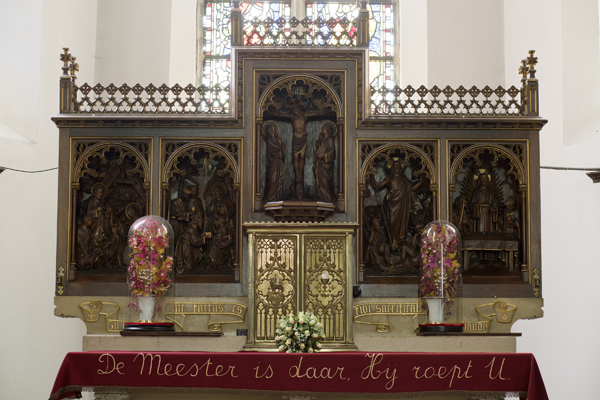
Altaar (Nokere)

- RKD-Nederlands Instituut voor Kunstgeschiedenis: 496198